# 2018年苏格马袭击
2018年3月13月，在印度恰蒂斯加尔邦苏格马县，毛派分子以簡易爆炸裝置炸毁防雷反伏擊車（Mine-Resistant Ambush Protected vehicle），至少有九名中央后备警察部队人员死亡，6人受伤。

## 背景
袭击事件发生于印度安全人员于3月2日在恰蒂斯加尔邦比贾布尔县的森林中杀死10名纳萨尔派人员后。在约一年前毛派的2017年苏格马袭击中，至少有25名中央后备警察部队人员丧生。

## 事件
2018年3月13日，载有中央后备警察部队212营某队的防雷车辆在恰蒂斯加尔邦苏格马县Kistaram的森林巡逻时，一个简易爆炸装置爆炸了。袭击中至少有九名中央后备警察部队人员遇难，另有六人受伤。 爆炸将车辆撕开，一些尸体被发现距爆炸地点20到30英尺远。伤员空运至赖布尔进行治疗。
根据中央后备警察部队特别总干事D. M. Awasthi的说法，“车上大约有11名男子。载着巡逻队的反地雷车辆从Kistaram到帕洛迪（Palodi），被纳萨尔派用简易爆炸装置瞄准”。 他说，“他们离帕洛迪最近的营地只有1公里”。 据他说，“几乎每天都有交火，安全部队一直在对纳萨尔派进行激烈攻势。”

## 后续
当局认定7人涉嫌参与袭击，他们被逮捕。当局声称，他们是“Jan Militia”（印共（毛）的一个机构）成员。所有人都是苏格马县Kistram的居民。

## 反应
印度总统拉姆·纳特·科温德在推特对袭击表示悲痛，并向死难者致敬。他还向遇难者家属表示哀悼，并表示“我们坚定地致力于打败一切形式的恐怖主义”。印度总理纳伦德拉·莫迪在推特向在袭击中丧生的中央后备警察部队工作人员致敬，并表示“这个国家与被杀害的人的家人和朋友在这个悲伤时刻肩并肩”。
印度内政部长拉杰纳特·辛格在推文中表示忧虑。他还对在苏格马爆炸中丧生的人的家属表示哀悼，并祈祷伤员迅速康复。他进一步表示，“我与DG CRPF谈到苏格马事件并要求他去恰蒂斯加尔邦”。恰蒂斯加尔邦首席部长拉曼·辛格谴责这次“懦弱的攻击”。
印度国民大会党主席拉胡尔·甘地发表声明称，这次袭击反映了“由于政策缺陷导致内部安全局势恶化”。他称这次袭击是“悲惨的”，并向遇难者的家属表示哀悼，并希望受伤者迅速康复。